# Cis abyssinicus
Cis abyssinicus es una especie de coleóptero de la familia Ciidae.

## Distribución geográfica
Habita en Etiopía.